# Rose Thisse-Derouette
Rose Thisse-Derouette (Liège, 20 juillet 1902 - Liège, 16 septembre 1989) est une compositrice, chef d'orchestre, musicologue et folkloriste belge. Elle remporte le Prix de Rome belge de composition.

## Biographie
Rose Thisse-Derouette naît le 20 juillet 1902 à Liège, Belgique.
Elle écrit des articles sur la danse folklorique dans les années 1960, dont 
- Nos vieux joueurs de danse ardennais : Rétrospective d'une profession aujourd'hui disparue, eli mèstrée
- Le Recueil de danses manuscrit d'un ménétrier ardennais : étude sur la danse en Ardennes belges au XIXe siècle publié dans les Annales de l'institut archéologique du Luxembourg (éd. Fasbender, Arlon)
- Nos vieux joueurs de danse Ardennais[4].

Elle meurt le 16 septembre 1989 dans sa ville natale,.

## Œuvres
- Danses Populaires de Wallonie avec Jenny Falize Thisse-Derouette
- Le recueil de danses
- Poqwè HAD 'nin v'ni pour voix solo et piano